# پهلوانی (هند)

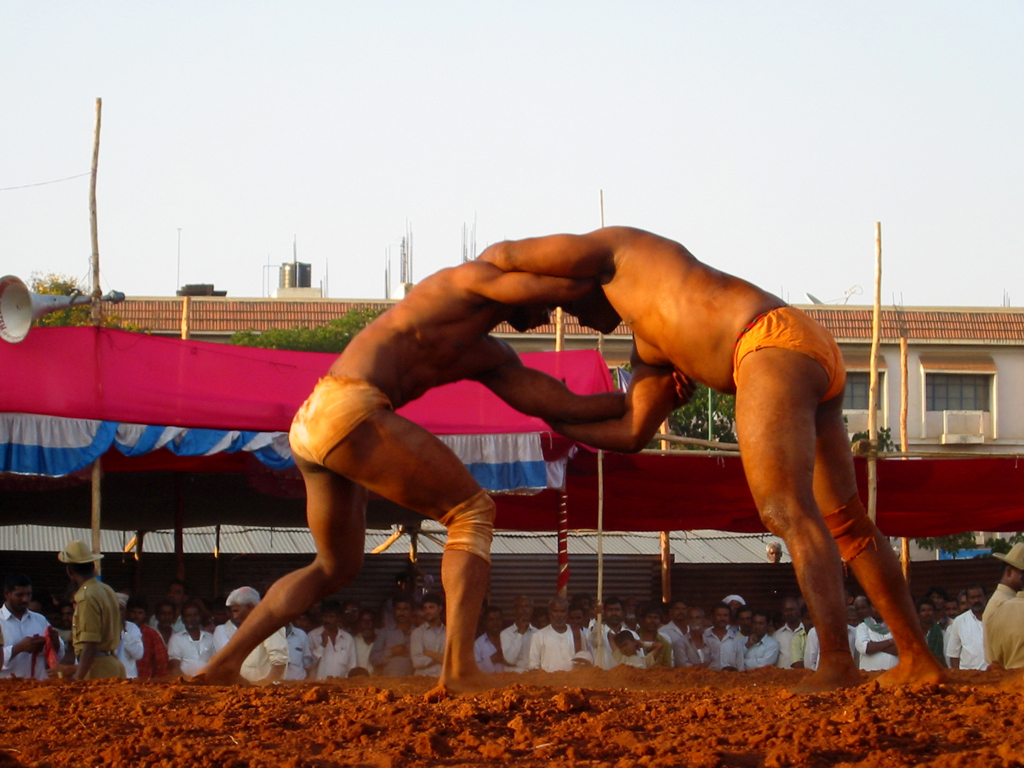
نمایی از کشتی پهلوانی هندی

پِهل‌وانی یا کشتی پِهلوانی گونه‌ای از ورزش کشتی است که در شبه‌قاره هند روالمند است. این ورزش در دوره امپراتوری گورکانی هند از درهم‌آمیزش ورزش بومی مالا-یودا (Malla-yuddha) با ورزش باستانی ایرانی پدیدار شد. واژه‌های پِهل‌وانی و کوشتی هر دو از واژه‌های فارسی پهلوانی و کُشتی سرچشمه گرفته‌اند.

## مراحل و قهرمانی
ورزشکار این ورزش با عنوان «پِهل‌وان» (پهلوان) خوانده می‌شود و مربیان و آموزگاران آن با عنوان «اوستاد» (استاد) شناخته می‌شوند. پس از مبارزه‌هایی که در هفت خان برگزار می‌شود، به شخصی که از تمامی این خان‌ها بتواند پیروز بیرون بیاید، عنوان رسمی «رستمِ هند» را می‌دهند. پاداش نمادین نیز یک گُرز است.
یکی از نامدارترین ورزشکاران پِهلوانی گامای بزرگ (غلام محمد بکش بات) بود که به عنوان بزرگترین کشتی‌گیر تمام دوران این ورزش به‌شمار می‌رود. برای او واژه‌های فارسی همچون «رستمِ زمان» و «رستم جهان» را نیز برای او بکار می‌بردند.

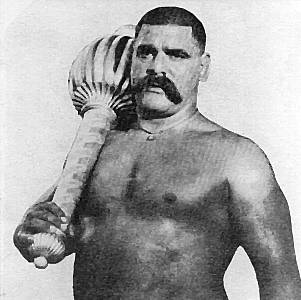
تصویر گامای بزرگ، از برندگانِ گرزِ رستم

در سال ۲۰۲۰، پویا رحمانی توانست رستمِ هند و گرزِ رستم را بدست بیاورد.